# Warren Lawrence
Warren Adam Lawrence, född 14 maj 2003, är en dominikisk simmare. Hans far Woodrow Lawrence är också en olympisk simmare.

## Karriär
Vid VM 2023 i Fukuoka slutade Lawrence på 79:e plats på 50 meter frisim och på 52:a plats på 50 meter ryggsim.
Lawrence tävlade för Dominica vid olympiska sommarspelen 2024 i Paris, där han blev utslagen i försöksheatet på 50 meter frisim och slutade på totalt 52:a plats.